# Nephodia veninotata
Nephodia veninotata là một loài bướm đêm trong họ Geometridae.